# Dendrobium obliquum
Dendrobium obliquum är en orkidéart som beskrevs av Rudolf Schlechter. Dendrobium obliquum ingår i släktet Dendrobium, och familjen orkidéer. Inga underarter finns listade i Catalogue of Life.